# Märtyrer der Kartäuser von London
Die Märtyrer der Kartäuser von London waren Mönche des London Charterhouse, der Kartause in Zentrallondon, welche in der Zeit vom 4. Mai 1535 bis zum 20. September 1537 hingerichtet wurden. Dies geschah durch Hängen, Ausweiden und Vierteilen, zu jener Zeit die übliche Strafe für Hochverrat. In der Gruppe sind auch zwei Mönche aus dem Charterhouse of Beauvale und Axholme enthalten, welche nach London gebracht wurden und ähnlich behandelt wurden. Insgesamt werden 18 Männer von der katholischen Kirche als Märtyrer anerkannt.
Zu Beginn des „King’s Great Matter“ (ein Euphemismus von König Heinrich VIII. für seine Scheidung von Katharina von Aragon, Heirat von Anne Boleyn und dem Bruch mit dem Heiligen Stuhl) war die Regierung bemüht, die öffentliche Gutheißung des Verhaltens des Königs mit seinen Ehefrauen zu erhalten, da die Kartäuser in der Bevölkerung aufgrund ihrer strengen Lebensweise großes Ansehen genossen. Als dies nicht gelang, blieb als einzige Option die gewaltsame Zerschlagung des Widerstandes. Dies war ein Zermürbungsprozess.

## Die erste Gruppe
Am 4. Mai 1535 wurden als erstes von den Behörden in Tyburn, London drei führende englische Kartäuser, John Houghton, Prior des Londoner Hauses, Robert Lawrence, Prior von Beauvale, und Augustine Webster, Prior von Axholme, zusammen mit einem Mönch des Erlöserordens, Richard Reynolds aus der Syon Abbey, und dem weltlichen Priester John Haile in den Tod geschickt.

## Die zweite Gruppe
Nicht einmal einen Monat später wurden drei weitere führende Mönche der Londoner Kartause getötet: Humphrey Middlemore, William Exmew und Sebastian Newdigate, welche am 19. Juni 1535 in Tyburn starben. Newdigate war ein persönlicher Freund von Heinrich VIII. und wurde zweimal von diesem im Gefängnis besucht, um ihn zum Nachzugeben zu bewegen.

## Die dritte Gruppe
Im nächsten Schritt wurden vier weitere Mönche der Gemeinschaft gefangen genommen. Zwei von ihnen wurden in die Kartause in Beauvale in Nottinghamshire gebracht, während John Rochester und James Walworth in das Charterhouse of St. Michael in Hull in Yorkshire kamen. An ihnen wurde ein Exempel statuiert, als sie am 11. Mai 1537 als Hochverräter verurteilt wurden und über die Stadtzinnen mit Ketten erhängt wurden.

## Die vierte Gruppe
Bis zum 18. Mai 1535 wurden die zwanzig Chormönche und achtzehn Laienbrüder, welche im Londoner Charterhouse geblieben waren, weiterhin eingeschüchtert. Dies geschah, damit sie den Suprematseid ablegten. Thomas Johnson, Richard Bere, Thomas Green (Priester) und John Davy (ein Diakon) legten ihn nicht ab. Richard Bere war Neffe und Namensvetter von Richard Bere, dem Abt von Glastonbury (1493–1525). Der Kartäuser Bere gab sein Jurastudium auf und wurde im Februar 1523 Kartäuser. Thomas Green könnte der Thomas Greenwood sein, welcher in Cambridge einen Bachelor- und 1511 einen Master-Titel erwarb. Er wurde 1515 Fellow am St John’s College in Cambridge und erhielt 1532 das Doktorat der Theologie. Dies würde ihn mit dem Heiligen John Fisher verbinden.
Ebenso lehnten die Brüder Robert Salt, William Greenwood, Thomas Redyng, Thomas Scryven, Walter Pierson und William Horne den Eid ab. Der Rest der Gemeinschaft gab die Kartause auf und wurde verwiesen.
Die Eidverweiger kamen am 29. Mai ins Newgate-Gefängnis und wurden wie die Kamaldulenser im Juni 1535 behandelt. Dieses Mal waren keine weiteren Handlungen für die Hinrichtung geplant. Man ließ sie einfach verhungern.
Margaret Clement (geborene Giggs), welche beim Heiligen Thomas Morus als Adoptivtochter aufwuchs, bestach den Kerkermeister, um Zugang zu den Gefangenen zu erhalten, und brachte als Milchmädchen verkleidet Milchkannen mit in die Zelle. Sie reinigte sie auch. König Heinrich wurde misstrauisch und fragte, warum die Gefangenen nicht bereits tod seien. Als der Kerkermeister in Verdacht geriet, bekam er Angst und verwehrte Margaret den Zutritt. Für eine kurze Zeit wurde ihr erlaubt, das Fleisch über Körbe vom Dach herab in den Kerker zu bringen. Die Möche erhielten bei dieser Methode fast überhaupt kein Fleisch und nach kurzer Zeit wurde der Kerkermeister auch für diese Aktion zu ängstlich und verbot sämtlichen Kontakt.
Der Laienbruder William Greenwood starb am 6. Juni. Zwei Tage darauf Diakon John Davy. Am Tag darauf Bruder Robert Salt und am 10. Juni Thomas Green. Die Brüder Thomas Scryven und Thomas Redyng starben am 15. Juni beziehungsweise 16. Juni. Die beiden letzten überlebten erstaunlich lange. Vermutlich der König und sein Rat beschlossen, dass die letzten beiden hingerichtet werden sollten. Deshalb befahl Thomas Cromwell, ihnen Essen zu geben. Richard Bere starb nicht vor dem 9. August und Thomas Johnson nicht vor dem 20. September.

## Der einzige Überlebende
Aus irgendeinem Grund blieb Bruder William Horne am Leben. Er weigerte sich die Ordensbräuche aufzugeben. Am 4. August 1540 wurde er zusammen mit fünf anderen Katholiken in Tyburn gehängt, ausgeweidet und gevierteilt. Mitgetötet wurden die beiden Laien Robert Bird und Giles Heron, Bruder Lawrence Cook, der Karmelitenprior von Doncaster, der Benediktinermönch Thomas Epson und wahrscheinlich der weltliche Priester William Bird, der Rektor von Fittleton und Vikar von Bradford, Wiltshire.

## Gesamtliste der Märtyrer
- Heiliger John Houghton, Prior des London Charterhouse, hingerichtet in Tyburn, London, am 4. Mai 1535
- Heiliger Robert Lawrence, Prior des Beauvale Charterhouse, hingerichtet in Tyburn, London, am 4. Mai 1535
- Heiliger Augustine Webster, Prior des Axholme Charterhouse, hingerichtet in Tyburn, London, am 4. Mai 1535
- Seliger Humphrey Middlemore, Vicar des London Charterhouse, hingerichtet in Tyburn, London, am 19. Juni 1535.
- Seliger William Exmew, Prokurator des London Charterhouse, hingerichtet in Tyburn, London, am 19. Juni 1535.
- Seliger Sebastian Newdigate, Chormönch im London Charterhouse, hingerichtet in Tyburn, London, am 19. Juni 1535.
- Seliger John Rochester, Chormönch im London Charterhouse, von der Regierung zum Charterhouse of St Michael in Hull in Yorkshire verbannt, hingerichtet in York am 11. Mai 1537, gehängt mit Ketten von der Stadtmauer
- Seliger James Walworth, Chormönch im London Charterhouse, von der Regierung zum Charterhouse of St Michael in Hull in Yorkshire verbannt, hingerichtet in York am 11. Mai 1537, gehängt mit Ketten von der Stadtmauer
- Seliger William Greenwood, Laienbruder im London Charterhouse, verhungert im Newgate-Gefängnis am 8. Juni 1537
- Seliger John Davy, Diakon, Chormönch im London Charterhouse, verhungert im Newgate-Gefängnis am 8. Juni 1537
- Seliger Robert Salt, Laienbruder im London Charterhouse, verhungert im Newgate-Gefängnis am 9. Juni 1537
- Seliger Walter Pierson, Laienbruder im London Charterhouse,  verhungert im Newgate-Gefängnis am 10. Juni 1537
- Seliger Thomas Green (vielleicht Thomas Greenwood), Chormönch im London Charterhouse, verhungert im Newgate-Gefängnis am 10. Juni 1537
- Seliger Thomas Scryven, Laienbruder im London Charterhouse, verhungert im Newgate-Gefängnis am 15. Juni 1537
- Seliger Thomas Redyng, Laienbruder im London Charterhouse, verhungert im Newgate-Gefängnis am 16. Juni 1537
- Seliger Richard Bere, Chormönch im London Charterhouse, verhungert im Newgate-Gefängnis am 9. August 1537
- Seliger Thomas Johnson, Chormönch im London Charterhouse, verhungert im Newgate-Gefängnis am 20. September 1537
- Seliger William Horne, Laienbruder im London Charterhouse, gehängt, ausgeweidet und gevierteilt in Tyburn, London am 4. August 1540.

## In der Kunst
In der Certosa di Bologna sind Gemälde von vier Märtyrern, Seliger William Exmew, Seliger Thomas Johnson, Seliger Richard Bere, und Seliger Thomas Green, zu sehen.